# Opstillingsberettigede partier
Et opstillingsberettiget parti er et politisk parti, der er godkendt af Social- og Indenrigsministeriet til at opstille ved Folketingsvalg eller ved valg til Europa-Parlamentet.
For at nye partier skal kunne opstille til valg, skal de først have deres navn godkendt af Valgnævnet under Indenrigs- og Sundhedsministeriet inden partiet får lov at indsamle et antal vælgererklæringer, som siden skal indleveres på et angivet tidspunkt inden det kommende valg.

## Folketingsvalg
De partier, der blev valgt ind i Folketinget ved sidste valg, og som fortsat er repræsenteret i dette, har ret til at deltage i folketingsvalg i Danmark – det vil sige, at de er automatisk opstillingsberettigede.
Nye partier, der ønsker at deltage i folketingsvalg, skal anmeldes for Social- og Indenrigsministeriet senest kl. 12 femten dage før folketingsvalget. Sammen med anmeldelsen skal partiet indlevere et antal vælgererklæringer, der mindst svarer til 1/175 af samtlige gyldige stemmer, der blev afgivet ved det sidste folketingsvalg. 
Ved Folketingsvalget 2022 blev der afgivet 3.533.951 gyldige stemmer. Et nyt parti skal derfor for tiden indsamle mindst 20.195 vælgererklæringer for at blive opstillingsberettiget til næste folketingsvalg.
Inden et nyt parti kan gå i gang med at indsamle vælgererklæringerne, skal partiet ansøge Valgnævnet om at få godkendt partinavnet og den formular, som partiet vil anvende til at indsamle vælgererklæringerne.
Før 1965 blev et parti opstillingsberettiget, hvis det blev anmeldt af et siddende folketingsmedlem, eller hvis det indsamlede 10.000 underskrifter. 
I 1959 blev SF anmeldt af den tidligere kommunist Aksel Larsen. I 1964 blev Fredspolitisk Folkeparti anmeldt af en folketingsmand, der havde forladt SF.  
Siden 1945 er der valgt løsgængere to gange. Jacob Haugaard var opstillet i Århus Amtskreds i 1979-1994. Han repræsenterede amtskredsen i 1994-1998. Hans Schmidt blev teknisk set valgt som løsgænger ved Folketingsvalget 22. september 1953, men han repræsenterede reelt Slesvigsk Parti.  Ved Folketingsvalget 1947 forsøgte den tidligere konservative leder John Christmas Møller (1894 – 1948) forgæves at blive valgt som løsgænger i Sønderjylland. Øvrige opstillede løsgængere har ikke haft reelle chancer for at blive valgte.
Slesvigsk Parti, der repræsenterer det tyske mindretal i Sønderjylland, kan opstille uden at have indsamlet vælgererklæringer.

### Opstillingsberettigede ved folketingsvalg siden 1971
Partierne anføres med deres tildelte bogstavbetegnelse.
- A. Socialdemokratiet, opstillet og repræsenteret ved samtlige valg i over 100 år.
- B. Radikale Venstre (tidligere Det Radikale Venstre), opstillet og repræsenteret ved samtlige valg i over 100 år.
- C. Det Konservative Folkeparti, opstillet og repræsenteret ved samtlige valg i omkring 100 år.
- D (tidligere M). Centrum-Demokraterne (tidligere Centrums-Demokraterne), opstillet 1973-2005, repræsenteret 1973-2001 og september-oktober 2007.
- D. Nye Borgerlige, opstillet 2019-2022 og repræsenteret 2019-2024.
- E. Retsforbundet (også kendt som Retsforbundet - Danmarks bæredygtige parti), opstillet 1924-1987 og 1990, repræsenteret 1926-1960, 1973-75 og 1977-81.
- E. Klaus Riskær Pedersen, opstillet i 2019, ikke repræsenteret.
- F. Socialistisk Folkeparti (SF), opstillet 1960 og ved alle senere valg, repræsenteret siden 1959.
- G. De Grønne, opstillet i 1987, 1988 og 1990, ikke repræsenteret.
- G. Veganerpartiet, opstiller ved næste folketingsvalg.
- H. Det Humanistiske Parti, opstillet i 1987 og 1990, ikke repræsenteret.
- I. Socialistisk Arbejderparti (SAP) (Internationalen-Socialistisk Arbejderparti), opstillet i 1981, 1984 og 1987, ikke repræsenteret.
- I (tidligere Y). Liberal Alliance (tidligere Ny Alliance), opstillet 2007 og ved alle senere valg, repræsenteret siden 2007.
- K. Danmarks Kommunistiske Parti (DKP) (tidligere Danmarks Venstresocialistiske Parti), opstillet 1920-1939 og 1945-1988, repræsenteret 1932-1960 og 1973-oktober 1979 (suspenderet 1941-1945, fik i maj 1945 mandaterne fra 1939 tilbage med tilbagevirkende kraft).
- K (tidligere Q). Kristendemokraterne (KD) (tidligere Kristeligt Folkeparti), opstillet 1971 og ved alle senere valg, repræsenteret 1973-1994 og 1998-2005 og 2010-11 samt siden 2021.
- L. Danmarks Kommunistiske Parti/Marxister-Leninister (DKP/ml), opstillet i 1984 og 1987, ikke repræsenteret.
- M. Minoritetspartiet, opstillet i 2005, ikke repræsenteret.
- M. Moderaterne, opstiller ved næste folketingsvalg, repræsenteret siden 2022.
- O. Dansk Folkeparti, opstillet i 1998 og ved alle senere valg, repræsenteret siden 1995.
- P. Pensionistpartiet, opstillet i 1977, ikke repræsenteret.
- P. Fælles Kurs, opstillet i 1987, 1988 og 1990, repræsenteret 1987-1988.
- P. Stram Kurs, opstillet i 2019, ikke repræsenteret.
- Q. Frie Grønne (officielt Frie Grønne, Danmarks Nye Venstrefløjsparti), opstiller ved næste folketingsvalg, repræsenteret siden 2020(2021).
- R. Kommunistisk Arbejderparti (KAP), opstillet i 1979 og 1981, ikke repræsenteret.
- S. Slesvigsk Parti, opstillet 1920-1939, 1947-april 1953, 1957-1964 og 1968-1971, fællesliste med Centrums-Demokraterne fra 1973, repræsenteret 1920-1943, 1953-1964 og 1973-1977. Slesvigsk Parti kan – som det hjemmetyske parti – opstille uden at have samlet vælgererklæringer. Teknisk set opstillet som løsgængere i september 1953.
- U. Demokratisk Fornyelse, opstillet i 1998, ikke repræsenteret.
- V (tidligere D). Venstre (også kendt som Venstre, Danmarks Liberale Parti), opstillet og repræsenteret ved samtlige valg i over 100 år.
- Y. Venstresocialisterne (VS), opstillet 1968-1988, repræsenteret 1968-1971 og 1975-1987.
- Z. Fremskridtspartiet, opstillet 1973-2001, repræsenteret 1973-oktober 1999.
- Æ. Danmarksdemokraterne (officielt Danmarksdemokraterne - Inger Støjberg), opstiller ved næste folketingsvalg, repræsenteret siden 2022.
- Ø. Enhedslisten (også kendt som Enhedslisten – De Rød-Grønne), opstillet i 1990 og ved alle senere valg, repræsenteret siden 1994.
- Å. Alternativet, stiftet 2013. Opstillet 18. juni 2015, repræsenteret fra 13. marts 2015 (af Uffe Elbæk) og fra 18. juni 2015 af en folketingsgruppe på oprindeligt ni medlemmer.

### Partier, der i øjeblikket er opstillingsberettigede til folketingsvalg
Det næste folketingsvalg afholdes senest den 31. oktober 2026. Følgende partier er ifølge Indenrigs- og Sundhedsministeriet opstillingsberettigede pr. 20. januar 2024:
- A. Socialdemokratiet, opstillet og repræsenteret i 2015 og 2019 (partiformand fra 2015: Mette Frederiksen).
- B. Radikale Venstre, opstillet og repræsenteret i 2015 og 2019 (politisk leder fra 2020: Sofie Carsten Nielsen, landsformand fra 2021: Mikkel Irminger Sarbo).
- C. Det Konservative Folkeparti, opstillet og repræsenteret i 2015 og 2019 (politisk leder og partiformand fra 2014: Søren Pape Poulsen).
- F. Socialistisk Folkeparti (SF), opstillet og repræsenteret i 2015 og 2019 (formand siden 2014: Pia Olsen Dyhr).
- H. Borgernes Parti - Lars Boje Mathiesen[5]
- I. Liberal Alliance, opstillet og repræsenteret i 2015 og 2019 (partileder (politisk leder) fra 2019: Alex Vanopslagh, landsformand fra  2007: Leif Mikkelsen).
- M. Moderaterne, opstiller ved næste folketingsvalg (partiformand fra 2022: Lars Løkke Rasmussen).
- O. Dansk Folkeparti, opstillet og repræsenteret i 2015 og 2019 (partiformand fra 2022: Morten Messerschmidt).
- V. Venstre, opstillet og repræsenteret i 2015 og 2019 (formand og gruppeformand fra 2019: Jakob Ellemann-Jensen).
- Æ. Danmarksdemokraterne, opstiller ved næste folketingsvalg (partileder fra 2022: Inger Støjberg).
- Ø. Enhedslisten, opstillet og repræsenteret i 2015 og 2019 (politisk ordfører fra 2019: Mai Villadsen gruppeformand fra 2016: Jakob Sølvhøj).
- Å. Alternativet, opstillet og repræsenteret i 2015 og 2019 (politisk leder fra 2021: Franciska Rosenkilde).

Nye Borgerlige (liste D), som var repræsenteret i Folketinget 2019-2024, ophørte med at være repræsenteret i Folketinget pr. 16. januar 2024 og er derfor ikke længere opstillingsberettiget.

### Partier, der indsamler vælgererklæringer
Pr. 16. september 2024 var der 175 partier med godkendte partinavne som var i gang med at indsamle vælgererklæringer for at blive opstillingsberettigede til folketingsvalg. 6 af disse havde indsamlet mindst 1000 vælgererklæringer:
1. Borgernes Parti - Lars Boje Mathiesen: 10.254 (parti stiftet af Lars Boje Mathiesen)
2. Grønne Demokrater: 4.643 (parti stiftet af Theresa Scavenius)
3. KD – Kristendemokraterne: 2.929
4. Stabilt Demokrati: 2.417 (parti stiftet af Jørn "Jønke" Nielsen)
5. Nye Borgerlige 1.279
6. Frie Grønne, Danmarks Nye Venstrefløjsparti: 1.066

## Valg til Europa-Parlamentet
For at stille op ved valg til Europa-Parlamentet skal et parti opfylde et af disse krav:
- siden 1978: være indvalgt i Folketinget ved sidste valg og fortsat være repræsenteret i dette, eller
- siden 1984: være indvalgt i Europa-Parlamentet ved sidste valg og fortsat være repræsenteret i dette, eller
- siden 1978: have samlet et antal vælgererklæringer svarende til 2 procent af de gyldige stemmer ved sidste folketingsvalg. Efter Folketingsvalget 2022 er det antal 70.680 vælgererklæringer.[1] Disse skal indleveres senest kl. 12 otte uger før valgdagen sammen med en anmeldelse til Indenrigs- og Sundhedsministeriet.

I modsætning til f.eks. folketingsvalg og kommunalvalg er det ikke muligt at opstille uden for partierne. 
Partiernes kandidatlister og evt. valgforbund skal være anmeldt fire uger før valget.

### Opstillingsberettigede ved valg til Europa-Parlamentet siden 1979
- A. Socialdemokratiet, opstillet og repræsenteret ved samtlige valg siden 1979.
- B. Radikale Venstre (tidligere Det radikale Venstre), opstillet ved samtlige valg siden 1979, repræsenteret 1994 - 7. maj 2007, 15. november 2007-2009 og fra 2014.
- C. Det Konservative Folkeparti, opstillet ved samtlige valg siden 1979, repræsenteret 1979 - 7. maj 2007 og fra 15. november 2007.
- D (tidligere M). Centrum-Demokraterne (tidligere Centrums-Demokraterne), opstillet 1979-1999, repræsenteret 1979-1994.
- E. Retsforbundet (også kendt som Retsforbundet - Danmarks bæredygtige parti), opstillet 1979, ikke repræsenteret 1979-1984. Ib Christensen repræsenterede Retsforbundet i halvdelen af tiden 1977-1979 og Folkebevægelsen hele tiden 1984-1994.
- F. Socialistisk Folkeparti (SF), opstillet ved samtlige valg siden 1979, repræsenteret 1979 - 1. oktober 1996 og fra juni 1999.
- I (tidligere Y). Liberal Alliance (tidligere Ny Alliance), opstillet, men ikke repræsenteret i 2009 og i 2014, var repræsenteret 7. maj - 15. november 2007.
- J. JuniBevægelsen (JuniBevægelsen - Mod Union), opstillet 1994-2009, repræsenteret 1993-2009.
- K. Danmarks Kommunistiske Parti (DKP), folketingsparti indtil oktober 1979 og dermed opstillingsberettiget i juni 1979, men partiet valgte at undlade opstilling.
- K (tidligere Q). Kristendemokraterne (KD) (tidligere Kristeligt Folkeparti), opstillet 1979-2004, ikke repræsenteret.
- N. Folkebevægelsen mod EU (tidligere Folkebevægelsen mod EF-Unionen og Folkebevægelsen mod EF), opstillet 1979 og ved alle senere valg, repræsenteret i 1979-2019.
- O. Dansk Folkeparti, opstillet i 1999 og ved alle senere valg, repræsenteret siden 1999.
- V. Venstre (også kendt som Venstre, Danmarks Liberale Parti), opstillet 1979 og ved alle senere valg, repræsenteret siden 1979.
- Y. Venstresocialisterne (VS), opstillet 1979 og 1984, ikke repræsenteret.
- Z. Fremskridtspartiet, opstillet 1979-1999, repræsenteret 1979-1984. Fremskridtspartiet ophørte med at være et folketingsparti efter partiets landsmøde i oktober 1999.
- Ø. Enhedslisten (EL) (også kendt som Enhedslisten – De Rød-Grønne), folketingsparti fra september 1994 og dermed opstillingsberettiget siden 1999. Partiet undlod opstilling ved de fire valg 1999-2014, men stiller op i 2019.
- Å. Alternativet, folketingsparti siden 2015.

### Partier, der i øjeblikket er opstillingsberettigede til europa-parlamentsvalg
Det næste europa-parlamentsvalg i   Danmark afholdes den 9. juni 2024. Per januar 2024 er de samme partier opstillingsberettigede som til folketingsvalg.

### Partier, der indsamler vælgererklæringer
Pr. 29. august 2024 var 11 partier i gang med at indsamle vælgererklæringer for at blive opstillingsberettigede til europa-parlamentsvalg. Ingen af disse havde indsamlet mindst 1000 vælgererklæringer.

## Reserverede partinavne
Partier der er opstillingsberettigede eller har været det tidligere, har i henhold til folketingsvalglovens § 13 i en periode deres navne beskyttet mod at andre anvender det, eller et navn det kan forveksles med. Til folketingsvalg gælder at det skal være gået fem valgperioder siden partiet sidst deltog, for valg til Europa-Parlamentet fire valgperioder. Her er en liste over partinavne der er reserverede pr.  juni 2022:
- Centrum-Demokaterne (udløber om et folketingsvalg)
- Det Radikale Venstre (udløber om to folketingsvalg) (Partiet har officielt skiftet navn til "Radikale Venstre")
- Folkebevægelsen mod EU (udløber om fire europaparlamentsvalg)
- JuniBevægelsen (udløber om to europaparlamentsvalg)
- Klaus Riskær Pedersen (udløber om fem folketingsvalg)
- Minoritetspartiet (udløber om et folketingsvalg)
- Ny Alliance (udløber om to folketingsvalg)
- Stram Kurs (udløber om fem folketingsvalg)